# عایشه صفار
عایشه صفار نیشابوری (نام کامل: عایشه بنت احمد صفار بن منصور بن عبدوس صفار نیشابوری) بانوی محدث مسلمان ایرانی در سده پنجم قمری بود. او در سال ۴۷۱ قمری در نیشابور متولد شد و در سال ۵۴۸ قمری به هنگام حمله غزها به نیشابور به قتل رسید.